# يان فيشر (لاعب كريكت)
يان فيشر (1 مارس 1961 في نيوزيلندا - ) (بالإنجليزية: Ian Fisher)‏ هو لاعب كريكت نيوزلندي.

## وصلات خارجية
- يان فيشر على موقع إي آس بي آن كريك إنفو (الإنجليزية)